# Мвека
Мвека (фр. Mweka) — місто в провінції Касаї Демократичної Республіки Конго.
Місто розташоване на залізничній лінії між Канангою (250 км) і Ілебо (172 км), на висоті 466 м над рівнем моря.
У 2010 році населення Мвека за оцінками становило 55 155 осіб .
На початку серпня 2007 поблизу Мвека зазнав аварії вантажний потяг, загинули близько 100 осіб, які незаконно їхали на даху вагонів.
Наприкінці серпня 2007 року в районі Мвека був спалах хвороби, яку спричинює вірус Ебола, у результаті чого померло понад 100 осіб.